# Buvuma (district)
Le district de Buvuma est un district d'Ouganda. Sa capitale est Kitamilo.

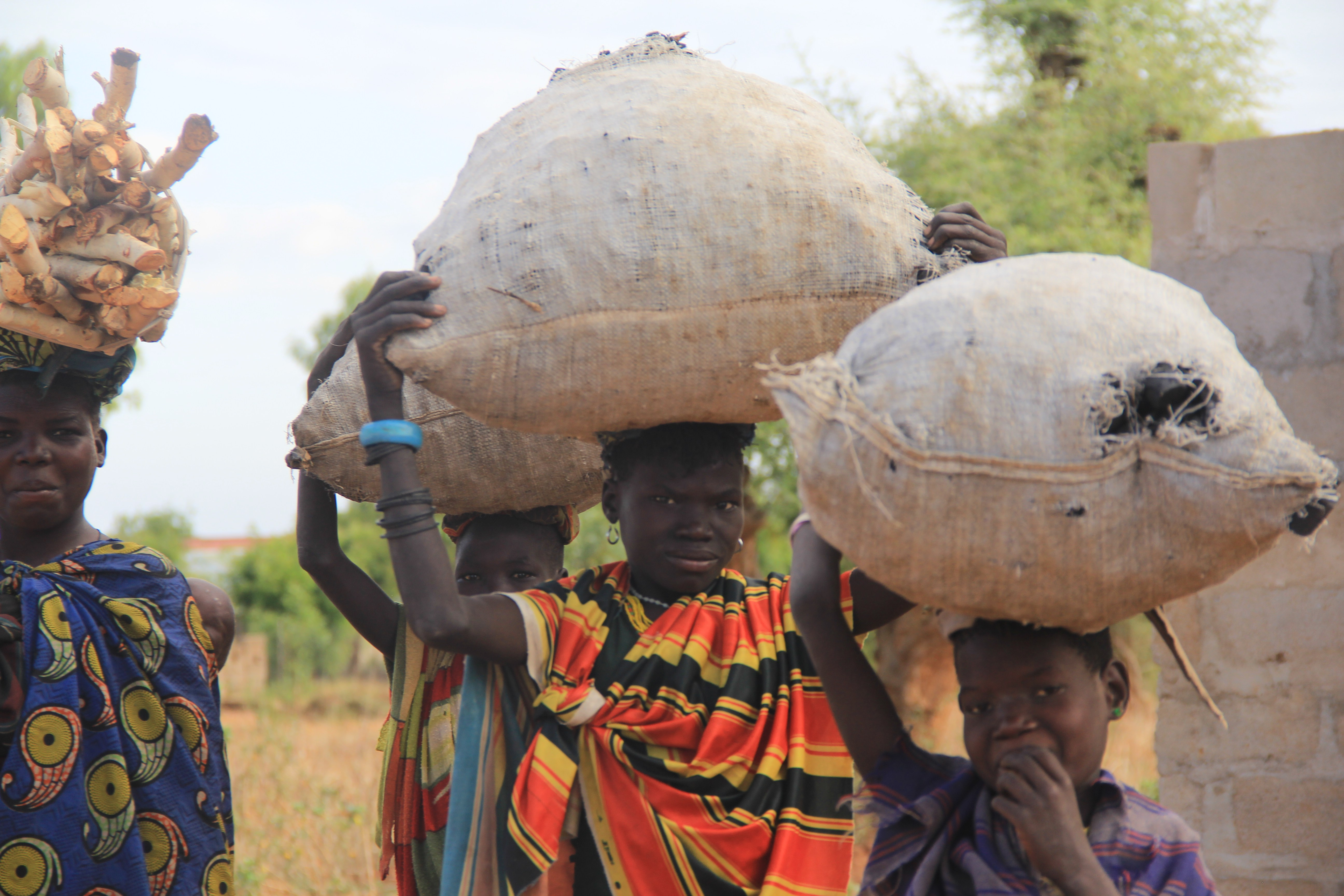
Femmes transportant du charbon de bois.

## Géographie
Le district est constitué des 52 îles de l'archipel des Buvuma, dans le nord du lac Victoria.